# طاعون سرخ
طاعون سرخ (انگلیسی: The Scarlet Plague) نام رمانی در سبک ادبیات داستانی رستاخیزی و پسا-رستاخیزی است که توسط جک لندن، نویسندهٔ اهل ایالات متحده آمریکا نوشته شده‌است و برای نخستین بار در سال ۱۹۱۲ در مجله لندن (The London Magazine) به چاپ رسیده است. این کتاب یکی از آثار مشهور ادبی جهان است.